# Nikita Wiktorowitsch Bespalow
Nikita Wiktorowitsch Bespalow (russisch Никита Викторович Беспалов; * 28. Dezember 1987 in Moskau, Russische SFSR) ist ein russischer Eishockeytorwart, der seit Juli 2021 beim HC 21 Prešov in der slowakischen Extraliga  unter Vertrag steht.

## Karriere
Nikita Bespalow begann seine Karriere als Eishockeyspieler in der Nachwuchsabteilung des HK ZSKA Moskau, für dessen zweite Mannschaft er von 2004 bis 2008 in der drittklassigen Perwaja Liga aktiv war. Anschließend verbrachte der Torwart je ein Jahr bei den Profiteams des HK Belgorod und von Chimik Woskressensk in der Wysschaja Liga, der zweiten russischen Spielklasse. Dabei stand er in insgesamt 67 Spielen in der Hauptrunde auf dem Eis und wies einen Gegentorschnitt von 2.61 auf. 

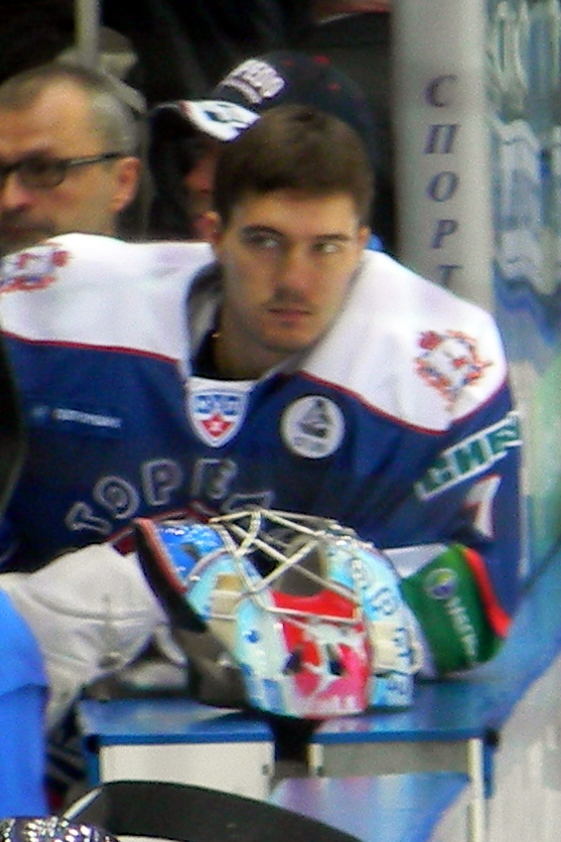
Nikita Bespalov (2012)

Für die Saison 2010/11 wurde Bespalow von Torpedo Nischni Nowgorod aus der Kontinentalen Hockey-Liga verpflichtet, aber zu Saisonbeginn in das Farmteam, den HK Sarow aus der Wysschaja Hockey-Liga, geschickt. Im Verlauf der folgenden Spielzeit kam er zu 12 KHL-Einsätzen, ehe sein Vertrag mit Torpedo im Mai 2012 verlängert wurde.
Im Dezember 2013 wechselte er im Tausch gegen ein Wahlrecht für den KHL Junior Draft zum HK Sibir Nowosibirsk und gehörte dort in den folgenden drei Spieljahren zum Stammpersonal. Nach der Saison 2015/16 erhielt er keinen neuen Vertrag bei Sibir und wechselte daher zum HK Spartak Moskau.
Seit Juli 2021 steht Bespalow beim HC 21 Prešov in der slowakischen Extraliga  unter Vertrag.

### International
Für Russland nahm Bespalow an der U20-Junioren-Weltmeisterschaft 2007 teil und gewann mit seiner Mannschaft die Silbermedaille. Als Ersatztorwart blieb er dabei jedoch ohne Einsatz.

## Erfolge und Auszeichnungen
- 2007 Silbermedaille bei der U20-Junioren-Weltmeisterschaft